# Avon (Colorado)
Avon ist eine Stadt im Eagle County im US-Bundesstaat Colorado.

## Geographie

### Lage
Die Stadt am Eagle River hat eine Gesamtfläche von 21,819 Quadratkilometer – davon 0,194 Quadratkilometer Wasser – und liegt auf einer Höhe von 2265 Meter über Meer.

### Ortsteile
Avon besteht aus den vier Ortsteilen Wildridge, Eagle-Vail, Wildwood und Mountain Star.

## Geschichte
Die Stadt wurde 1889 gegründet. Es gab nur einen Bahnhof. Ursprünglich wurde es "Avin" geschrieben, aber der Name wurde später in "Avon" geändert.

## Bevölkerungsentwicklung
Die Stadtbevölkerung betrug bei der US-Volkszählung 2020 6072.
| Jahr | Einwohner | %±      |
| ---- | --------- | ------- |
| 1980 | 640       | —       |
| 1990 | 1798      | 180,9 % |
| 2000 | 5561      | 209,3 % |
| 2010 | 6447      | 15,9 %  |
| 2020 | 6072      | −5,8 %  |

## Partnerstädte
- Lech am Arlberg

## Wirtschaft und Infrastruktur
Die Stadt ist die Heimat von Liberty Skis, einem unabhängigen Skihersteller. Tourismus und Einzelhandel sind die wichtigsten Arbeitgeber.
Avon liegt vor dem Beaver Creek Resort, das etwa drei Kilometer südlich der Stadt liegt. Es war der vorherige Standort von Vail Resorts, bevor das Unternehmen 2006 seinen Hauptsitz nach Broomfield verlegte.

### Verkehr
Die Stadt Avon bietet kostenlose öffentliche Verkehrsmittel mit vier Buslinien. Sie liegt am Interstate 70 und dem U.S. Highway 6.